# Hannah Einbinder
Hannah Marie Einbinder (Los Angeles, 21 de maio de 1995) é uma comediante, atriz e escritora americana conhecida por estrelar a série Hacks da HBO Max (2021–presente).

## Biografia
Einbinder é filha do escritor de comédia Chad Einbinder e Laraine Newman, membro do elenco original do Saturday Night Live. A família de sua mãe é judia. Ela cresceu em Los Angeles e já citou Dana Gould, Janeane Garofalo e Maria Bamford entre suas inspirações e influências. Einbinder obteve um diploma de bacharel em roteiro e produção para televisão pela Chapman University. Ela é abertamente bissexual.

### Carreira
Em 2019, Einbinder participou do evento New Faces do festival Just for Laughs e foi nomeada pela National Public Radio como uma das 10 revelações para se observar. Também foi considerada uma das melhores novas comediantes do site Vulture para se assistir em 2019, sendo reconhecido "seu charme refrescantemente absurdo (com um toque de estilo Billie Eilish)".
Einbinder fez sua estreia na televisão nacional em março de 2020 no The Late Show com Stephen Colbert, sendo na época a mais jovem a fazer um stand-up no programa. Foi também a última apresentação de stand-up do programa durante quinze meses, quando começou a pandemia de COVID-19.
Em 2021, Einbinder foi escalada como Ava em Hacks.

## Filmografia

### Cinema
| Ano  | Qualificação    | Papel     | Notas |
| ---- | --------------- | --------- | ----- |
| 2021 | North Hollywood | Garçonete |       |

### Televisão
| Ano           | Qualificação                         | Papel             | Notas                      |
| ------------- | ------------------------------------ | ----------------- | -------------------------- |
| 2021–presente | Hacks                                | Ava Daniels       | 35 episódios               |
| 2022          | RuPaul's Drag Race All Stars         | Ela mesma         | Júri convidado             |
| 2023          | History of the World, Part II        | Amélia Earhart    | 1 episódio                 |
| 2023          | Júlia                                | Gretchen Fletcher | 1 episódio                 |
| 2024          | Hannah Einbinder: Everything Must Go | Ela mesma         | Especial de comédia do Max |

## Prêmios e indicações
| Ano  | Premiação                             | Categoria                                               | Indicação                            | Resultado | Ref.   |
| ---- | ------------------------------------- | ------------------------------------------------------- | ------------------------------------ | --------- | ------ |
| 2021 | Astra TV Awards                       | Melhor Atriz Coadjuvante em Série de Streaming, Comédia | Hacks                                | Venceu    | [ 13 ] |
| 2021 | Primetime Emmy Awards                 | Melhor Atriz Coadjuvante em Série de Comédia            | Hacks                                | Indicado  | [ 14 ] |
| 2021 | Online Film & Television Association  | Melhor Atriz Coadjuvante em Série de Comédia            | Hacks                                | Indicado  | [ 15 ] |
| 2022 | Golden Globe Awards                   | Melhor Atriz - Série de Televisão Musical ou Comédia    | Hacks                                | Indicado  | [ 16 ] |
| 2022 | Critics' Choice Television Awards     | Melhor Atriz Coadjuvante em Série de Comédia            | Hacks                                | Indicado  | [ 17 ] |
| 2022 | Screen Actors Guild Awards            | Desempenho Notável de um Elenco em Série de Comédia     | Hacks                                | Indicado  | [ 18 ] |
| 2022 | MTV Movie & TV Awards                 | Desempenho Revelação                                    | Hacks                                | Indicado  | [ 19 ] |
| 2022 | Astra TV Awards                       | Melhor Atriz Coadjuvante em Série de Streaming, Comédia | Hacks                                | Venceu    | [ 20 ] |
| 2022 | Dorian TV Awards                      | Melhor Desempenho Coadjuvante na TV                     | Hacks                                | Indicado  | [ 21 ] |
| 2022 | Primetime Emmy Awards                 | Melhor atriz secundária numa série de comédia           | Hacks                                | Indicado  | [ 22 ] |
| 2022 | Online Film & Television Association  | Melhor Atriz Coadjuvante em Série de Comédia            | Hacks                                | Indicado  | [ 23 ] |
| 2023 | Golden Globe Awards                   | Melhor atriz coadjuvante em televisão                   | Hacks                                | Indicado  | [ 24 ] |
| 2023 | Screen Actors Guild Awards            | Desempenho Notável de um Elenco em Série de Comédia     | Hacks                                | Indicado  | [ 25 ] |
| 2024 | Dorian TV Awards                      | Prêmio Wilde Wit                                        | —                                    | Indicado  | [ 26 ] |
| 2024 | Dorian TV Awards                      | Melhor Desempenho Coadjuvante na TV - Comédia           | Hacks                                | Venceu    | [ 26 ] |
| 2024 | Astra TV Awards                       | Melhor Atriz Coadjuvante em Série de Streaming, Comédia | Hacks                                | Venceu    | [ 27 ] |
| 2024 | Primetime Emmy Awards                 | Melhor atriz secundária numa série de comédia           | Hacks                                | Indicado  | [ 28 ] |
| 2024 | Online Film & Television Association  | Melhor Atriz Coadjuvante em Série de Comédia            | Hacks                                | Venceu    | [ 29 ] |
| 2025 | Golden Globe Awards                   | Melhor atriz coadjuvante em televisão                   | Hacks                                | Indicado  | [ 30 ] |
| 2025 | Satellite Awards                      | Melhor Atriz Coadjuvante em Minissérie ou Telefilme     | Hacks                                | Indicado  | [ 31 ] |
| 2025 | Critics' Choice Television Awards     | Melhor Atriz Secundária em Série de Comédia             | Hacks                                | Venceu    | [ 32 ] |
| 2025 | Screen Actors Guild Awards            | Desempenho Notável de um Elenco em Série de Comédia     | Hacks                                | Indicado  | [ 33 ] |
| 2025 | Astra TV Awards                       | Melhor Atriz Coadjuvante em Série de Comédia            | Hacks                                | Indicado  | [ 34 ] |
| 2025 | Astra TV Awards                       | Melhor Especial de Comédia ou Stand-up                  | Hannah Einbinder: Everything Must Go | Indicado  | [ 34 ] |
| 2025 | Dorian TV Awards                      | Prêmio Wilde Wit                                        | —                                    | Indicado  | [ 35 ] |
| 2025 | Dorian TV Awards                      | Melhor Desempenho Coadjuvante na TV - Comédia           | Hacks                                | Venceu    | [ 35 ] |
| 2025 | Television Critics Association Awards | Conquista Individual em Comédia                         | Hacks                                | Pendente  | [ 36 ] |
| 2025 | Primetime Emmy Awards                 | Melhor atriz secundária numa série de comédia           | Hacks                                | Pendente  | [ 37 ] |